# Плещеев, Лукьян Иванович
Лукья́н Ива́нович Плеще́ев — воевода в Ржеве, Туле, Белозерске, Великих Луках, приближённый царей Михаила Фёдоровича и Алексея Михайловича.

## Биография
В 1627—1640 годах московский дворянин. В 1626—1627 годах — воевода в Ржеве, откуда в 1628 году вернулся в Москву. В 1628—1629 годах он сопровождал царя Михаила Фёдоровича в походах к Троице-Сергиевой лавре и в подмосковный Николо-Угрешский монастырь и был там и в Москве несколько раз у государева стола.
С 1630 по 1631 года — воевода в Лебедяни. Писал оттуда царю, что посылал он против татар казаков, и что у Княгинина брода был «бой с полден до вечера, и татар погромили и взяли в плен человек пятьдесят».
В 1632 и 1633 годах был в числе дворян, которым царь Михаил Фёдорович велел в Светлое Христово Воскресение «свои государские очи» видеть.
1639 года, в Успеньев день, Плещеев по государеву указу находился у патриарха Иоасафа. В том же году, во время похода царя в село Покровское, он дневал и ночевал на государеве дворе. 
В 1641 году — воевода на Белоозере, а затем в Торопце.
В 1647 году дважды дневал и ночевал на государеве дворе.
В 1649 году, при походе царя Алексея Михайловича и царицы Марии Ильиничны на богомолье к Троице, Плещеев был в числе сопровождавших царицу лиц. В том же году состоял осадным воеводой в Туле и городовым воеводой в Великих Луках.